# Vrchol nebes
Vrchol nebes (v originále Le Sommet des dieux) je francouzsko-lucemburský animovaný film z roku 2021, který režíroval Patrick Imbert jako adaptaci mangy The Summit of the Gods od Jirō Taniguchiho, která sama vychází z románu Baku Yumemakury. Snímek měl světovou premiéru na filmovém festivalu v Cannes dne 10. července 2021.

## Děj
Na začátku 80. let sirotek Habu Jōji propadne vášni pro horolezectví. Úspěšně absolvuje výzvy v japonských Alpách, ale není oblíben mezi členy. Když jednou nehoda skončí smrtí jeho mladého lezeckého společníka Kishiho, je podezřelý, že ho nechal zemřít. Habu následně zmizí.
Po letech si reportér horského časopisu Fukamachi Makoto, který doprovázel japonskou expedici do Himálaje, prodlouží svůj pobyt v Káthmándú. Jednoho večera mu cizinec nabídne k prodeji fotoaparát, který vypadal velmi podobně jako ten, který nosil anglický horolezec George Mallory, který zmizel v červnu 1924 na severním hřebeni Everestu. Náhodou tak pozná muže, který mu připomíná Habua.

## Dabing postav
| Damien Boisseau       | Fukamachi Makoto      |
| Lazare Herson-Macarel | Habu Jōji jako mladý  |
| Éric Herson-Macarel   | Habu Jōji jako starý  |
| Kylian Trouillard     | Kishi Buntarô         |
| Philippe Vincent      | Miyakawa, šéfredaktor |
| Jérôme Keen           | Inoue                 |
| Elisabeth Ventura     | Kishi Ryôko           |
| François Dunoyer      | Ang Tsering           |
| Luc Bernard           | Ito                   |
| Marc Arnaud           | Hase Tsuneo           |
| Cédric Dumond         | Nima                  |

## Ocenění
- Lumières: nejlepší animovaný film
- César: nejlepší animovaný film